# Palazzo Gulinelli

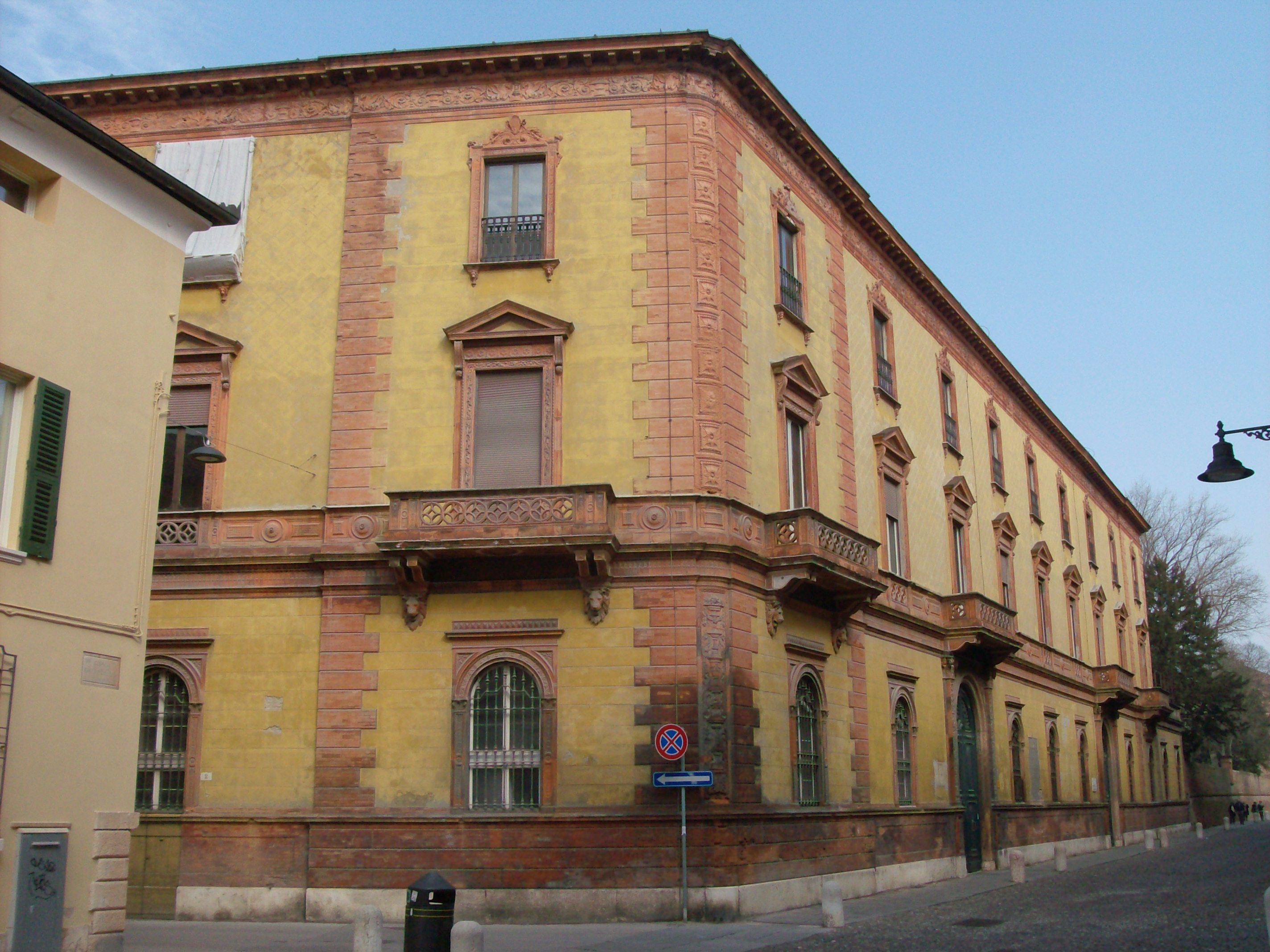
Palazzo Gulinelli

Der Palazzo Gulinelli ist ein Palast im Zentrum von Ferrara in der italienischen Region Emilia-Romagna. Er liegt am Corso Ercole I d’Este an der Kreuzung mit der Via Armari. Das imposante Gebäude aus dem 16. Jahrhundert wurde in der zweiten Hälfte des 18. Jahrhunderts umgebaut und war seit dem Zweiten Weltkrieg der Sitz des Istituto Canonici Mattei, bis dieses 2011 geschlossen wurde.

## Geschichte

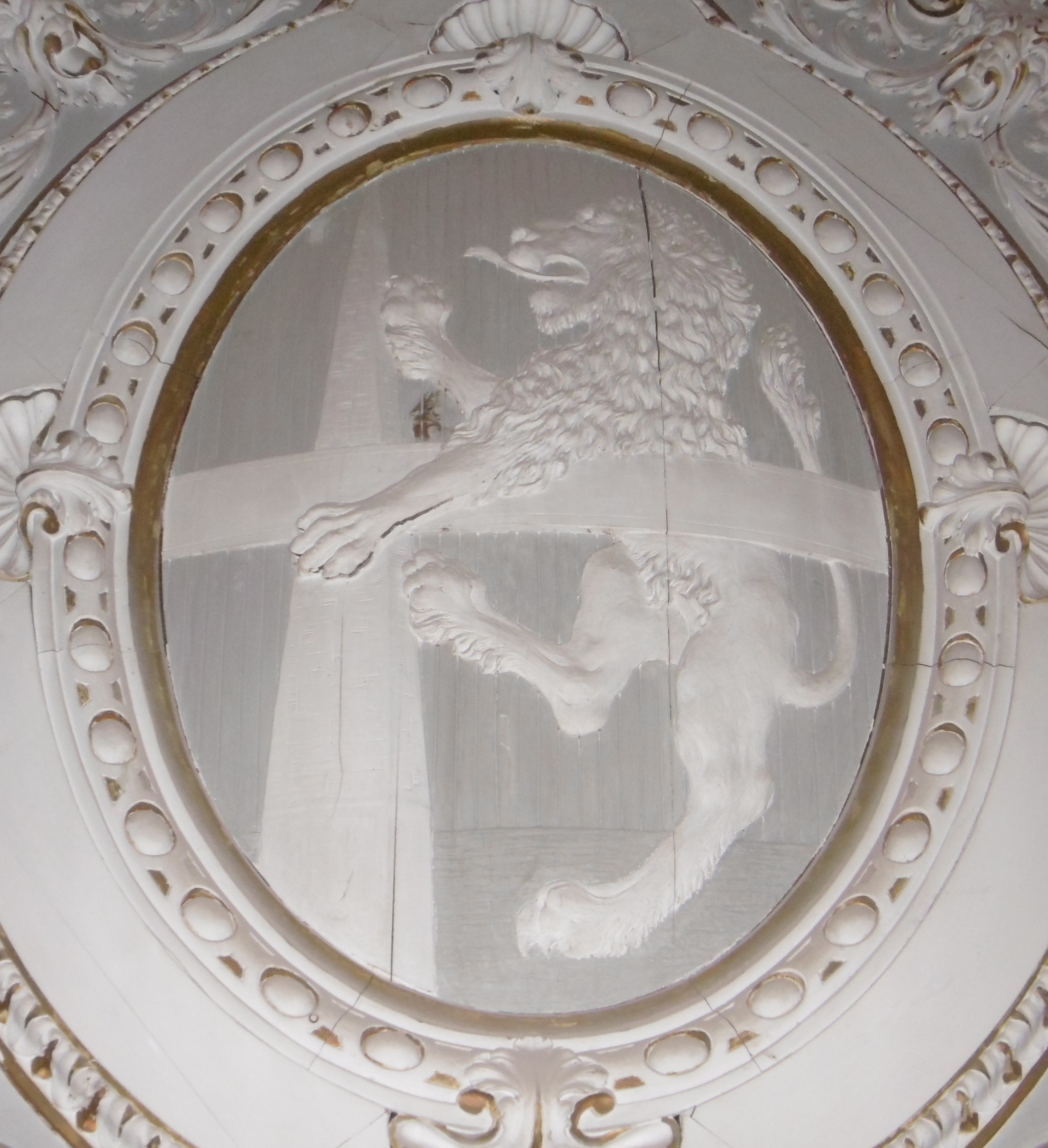
Wappen der Familie Gulinelli im Stucksaal

Der erste geschichtlich dokumentierte Eigentümer war Domenico Correggiari und auf dem historischen Plan von Ferrara von Andrea Bolzoni von 1747 wird der Palast als Eigentum der Bordocchis angezeigt. Es folgten weitere Eigentümer, bis ihn am 22. Oktober 1844 der kurz vorher zum Grafen ernannte Giacomo Gulinelli kaufte.

## Beschreibung

### Fassaden
Die Fassade zum Corso Ercole I d’Este erscheint viel bedeutender und architektonisch interessanter. Sie ist im Stil der Neurenaissance gehalten und enthält Teile in Terrakotta und zwei Portale mit Balkonen darüber. Der Teil des Palastes, der sich auf die Via Armari erstreckt, ist im selben Stil gehalten und hat drei Stockwerke.

### Innenräume

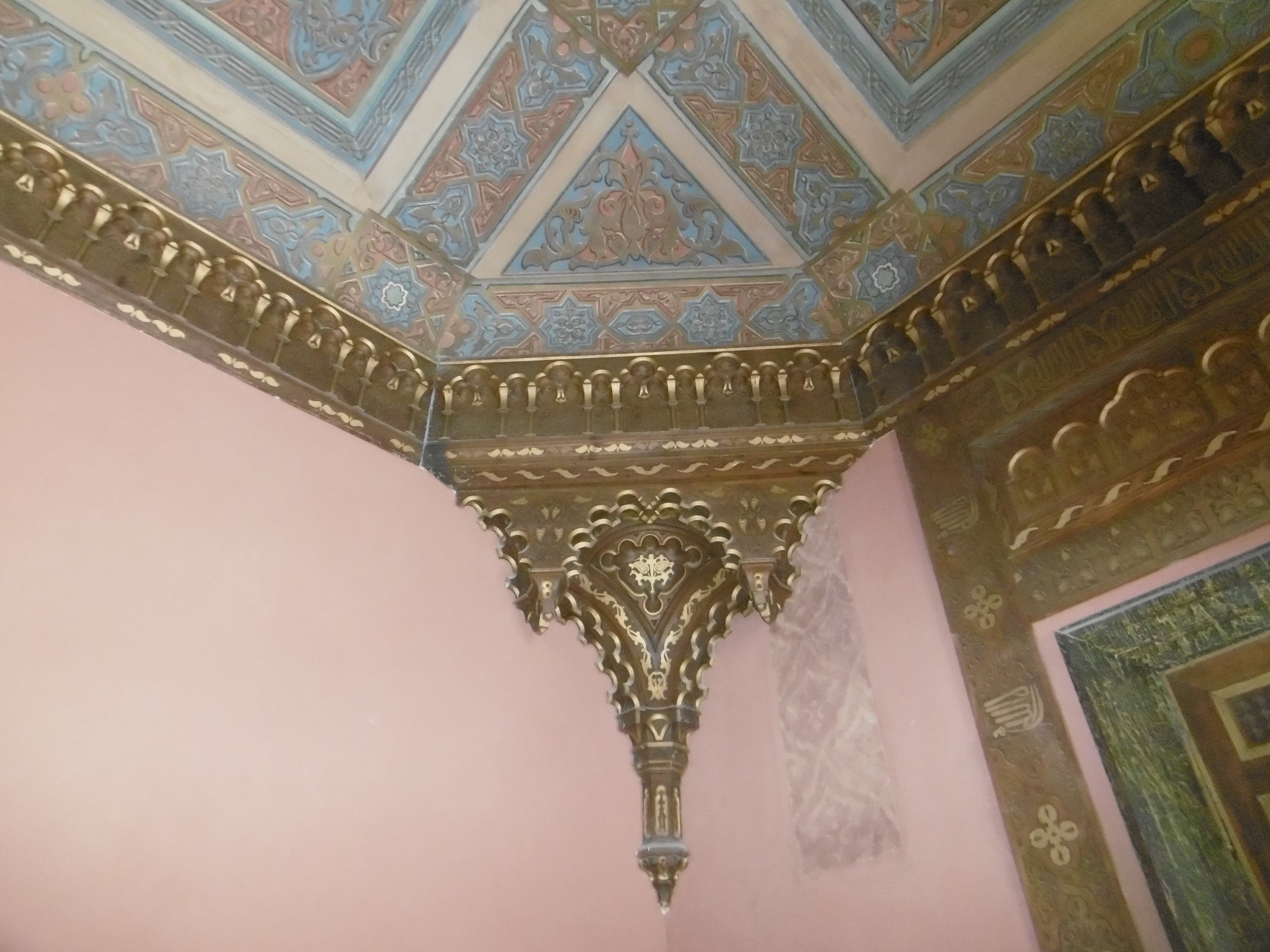
Detail des arabischen Saals

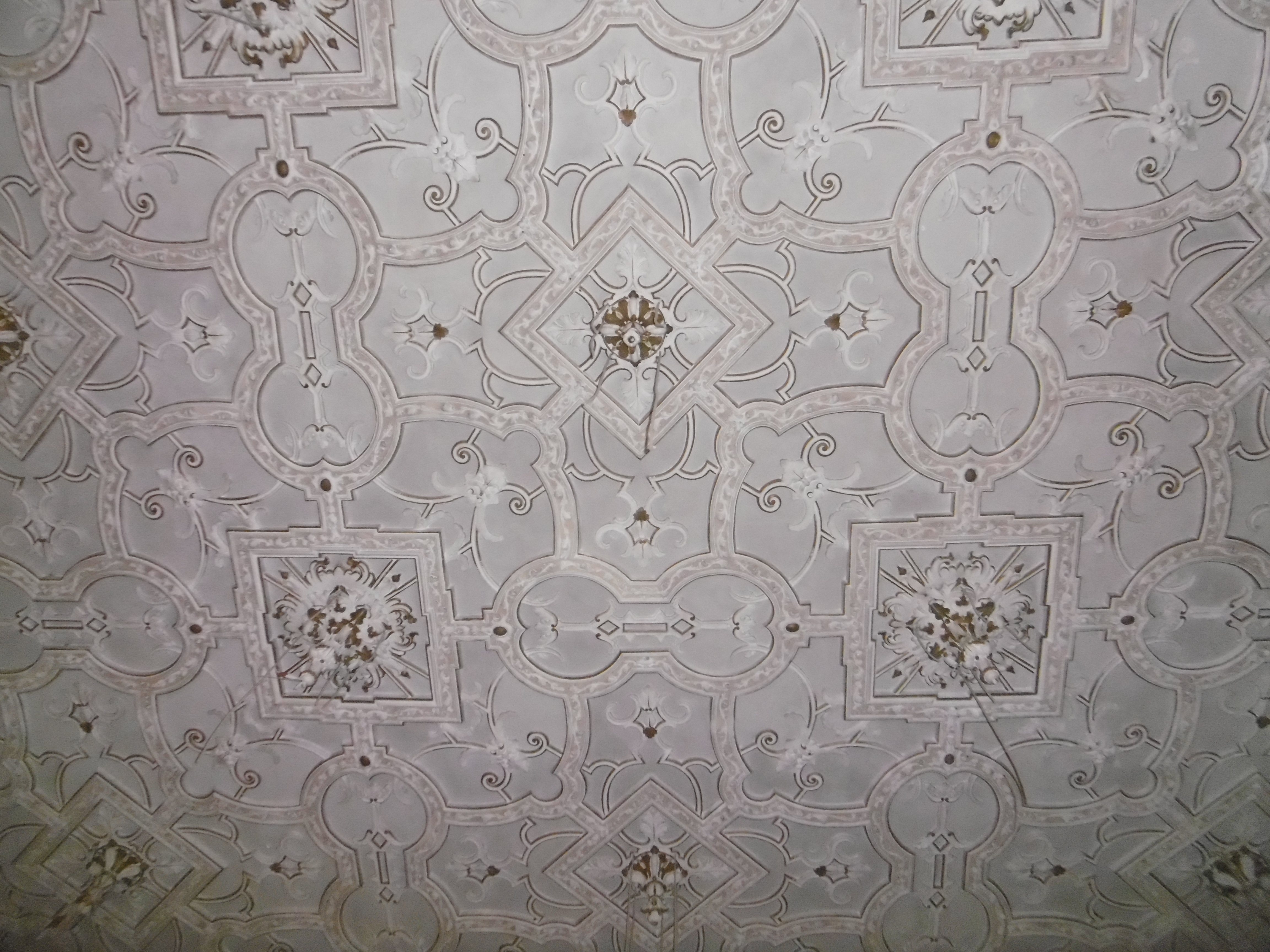
Detail der Decke des Stucksaals

Der Innenhof hat Jugendstilelemente und im Erdgeschoss liegen drei „Jagdzimmer“ nebeneinander, in denen die Grafen Gulinelli ihre Trophäen ausstellten. Vom Innenhof aus gelangt man über eine spektakuläre Treppe ins Hauptgeschoss mit etwa 20 Zimmern. Unter ihnen befindet sich ein wunderschöner „arabischer Saal“ nach byzantinischem und orientalischem Geschmack. Daneben liegt der „Stucksaal“, der früher als Ballsaal genutzt wurde.

### Park
Der Palast hat einen weiten, privaten Park, in dem sich prominent die Marmorbüste von Torquato Tasso, ein Werk des Bildhauers Pietro Tenerani findet.

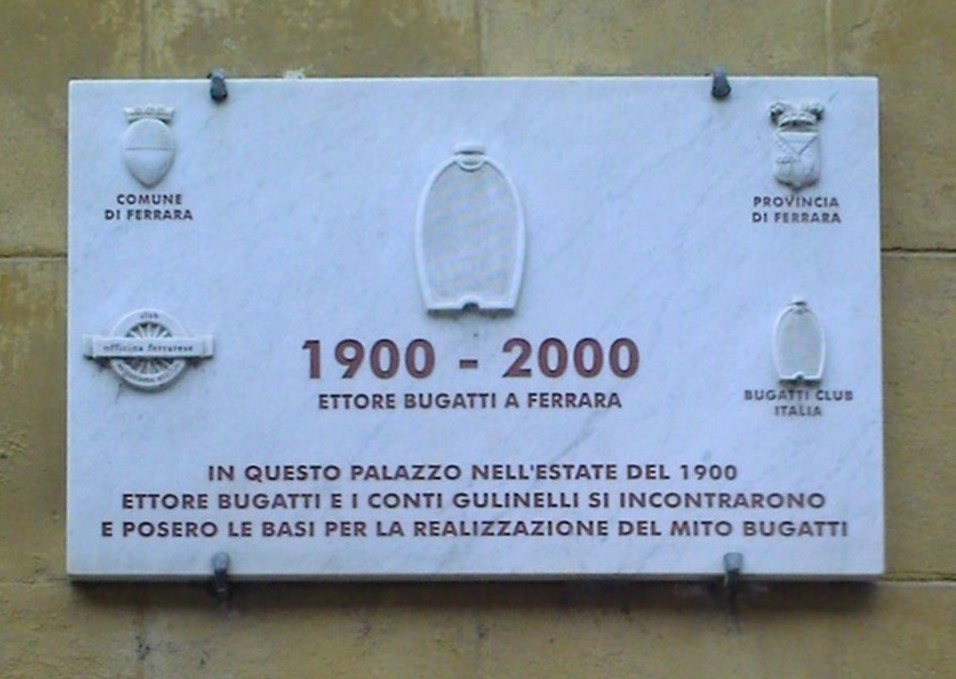
Erinnerungstafel an der Fassade des Palazzo Gulinelli

## Nutzung
In diesem Palast fand im Sommer des Jahres 1900 ein historisches Treffen zwischen Ettore Bugatti und den Grafen Gulinelli statt, in dem die Idee der Gründung der bekannten Automobilmarke Bugatti Gestalt annahm.
Ende des Zweiten Weltkrieges waren im Palazzo Gulinelli die Büros des Polizeihauptquartiers, zahlreiche Vertriebene und ein Circolo Unione untergebracht. 1953 wurde der Palast an das Opera Pia Canonici Mattei verkauft.
Der Eingang mit der Monumentaltreppe diente als Kulisse für den Film Der Garten der Finzi Contini von Vittorio De Sica, basierend auf dem gleichnamigen Roman von Giorgio Bassani.